# نيكولاس تاوبر
نيكولاس تاوبر (بالإسبانية: Nicolás Tauber)‏ هو لاعب كرة قدم أرجنتيني في مركز حراسة المرمى، ولد في 20 أغسطس 1956 في لابلاتا في الأرجنتين. لعب مع إستوديانتيس دي لا بلاتا وتشاكاريتا جيونيورز ومكابي نتانيا ونادي ألماجرو ونويفا شيكاجو ويونيون دي سانتا في.

## وصلات خارجية
- نيكولاس تاوبر على موقع إي إس بي إن إف سي (الإنجليزية)
- نيكولاس تاوبر على موقع قاعدة بيانات كرة القدم.إي يو (الإنجليزية)
- نيكولاس تاوبر على موقع Soccerway.com (الإنجليزية)